# Tuffi ai Giochi della XXX Olimpiade - Piattaforma 10 metri maschile
Il concorso dei tuffi dalla piattaforma 10 metri maschile dei Giochi olimpici di Londra 2012 si è svolta al London Aquatics Centre il 10 e l'11 agosto. Gli atleti iscritti sono stati 32, in rappresentanza di 19 nazioni.
La competizione è stata vinta dallo statunitense David Boudia.

## Programma
| Data                   | Ora   | Turno       |
| ---------------------- | ----- | ----------- |
| Venerdì 10 agosto 2012 | 19:00 | Preliminari |
| Sabato 11 agosto 2012  | 10:00 | Semifinale  |
| Sabato 11 agosto 2012  | 20:30 | Finale      |

## Risultati

### Preliminari
Il turno preliminare si disputa il 10 agosto a partire dalle ore 19:00 BST. I primi 18 della classifica si qualificano per la semifinale.
| Pos. | Atleta                    | Nazione        | Punti  | Note |
| ---- | ------------------------- | -------------- | ------ | ---- |
| 1    | Qiu Bo                    | Cina           | 563.70 | Q    |
| 2    | Lin Yue                   | Cina           | 532.15 | Q    |
| 3    | Sascha Klein              | Germania       | 525.05 | Q    |
| 4    | Martin Wolfram            | Germania       | 496.80 | Q    |
| 5    | Germán Sánchez            | Messico        | 495.85 | Q    |
| 6    | Iván García Navarro       | Messico        | 491.70 | Q    |
| 7    | Oleksandr Bondar          | Ucraina        | 481.65 | Q    |
| 8    | Nicholas McCrory          | Stati Uniti    | 480.90 | Q    |
| 9    | Matthew Mitcham           | Australia      | 457.20 | Q    |
| 10   | Jeinkler Aguirre          | Cuba           | 453.50 | Q    |
| 11   | Riley McCormick           | Canada         | 452.75 | Q    |
| 12   | Anton Zakharov            | Ucraina        | 451.35 | Q    |
| 13   | Víctor Ortega             | Colombia       | 450.60 | Q    |
| 14   | Victor Minibaev           | Russia         | 449.05 | Q    |
| 15   | Tom Daley                 | Gran Bretagna  | 448.45 | Q    |
| 16   | Gleb Gal'perin            | Russia         | 445.60 | Q    |
| 17   | José Antonio Guerra       | Cuba           | 440.90 | Q    |
| 18   | David Boudia              | Stati Uniti    | 439.15 | Q    |
| 19   | Bryan Nickson Lomas       | Malaysia       | 434.95 |      |
| 20   | James Connor              | Australia      | 427.45 |      |
| 21   | Vadzim Kaptur             | Bielorussia    | 420.60 |      |
| 22   | Sebastián Villa Castañeda | Colombia       | 419.25 |      |
| 23   | Peter Waterfield          | Gran Bretagna  | 412.45 |      |
| 24   | Amund Nordal Gismervik    | Norvegia       | 401.55 |      |
| 25   | Christofer Eskilsson      | Svezia         | 375.30 |      |
| 26   | Park Ji-Ho                | Corea del Sud  | 370.50 |      |
| 27   | Francesco Dell'Uomo       | Italia         | 370.25 |      |
| 28   | Andrea Chiarabini         | Italia         | 367.75 |      |
| 29   | Eric Sehn                 | Canada         | 363.90 |      |
| 30   | Hugo Parisi               | Brasile        | 363.70 |      |
| 31   | Cimafej Hardzejčyk        | Bielorussia    | 350.05 |      |
| 32   | Hyun Ju Ri                | Corea del Nord | 331.30 |      |

### Semifinale
La semifinale si svolge l'11 agosto a partire dalle 10:00. I primi 12 classificati accedono alla finale.
| Pos. | Atleta              | Nazione       | Punti  | Note |
| ---- | ------------------- | ------------- | ------ | ---- |
| 1    | Qiu Bo              | Cina          | 563.55 | Q    |
| 2    | Lin Yue             | Cina          | 541.80 | Q    |
| 3    | David Boudia        | Stati Uniti   | 531.15 | Q    |
| 4    | Tom Daley           | Gran Bretagna | 521.10 | Q    |
| 5    | Martin Wolfram      | Germania      | 519.00 | Q    |
| 6    | Victor Minibaev     | Russia        | 514.15 | Q    |
| 7    | Nicholas McCrory    | Stati Uniti   | 506.50 | Q    |
| 8    | Sascha Klein        | Germania      | 503.75 | Q    |
| 9    | José Antonio Guerra | Cuba          | 501.90 | Q    |
| 10   | Iván García Navarro | Messico       | 497.40 | Q    |
| 11   | Oleksandr Bondar    | Ucraina       | 496.30 | Q    |
| 12   | Riley McCormick     | Canada        | 495.60 | Q    |
| 13   | Matthew Mitcham     | Australia     | 482.40 |      |
| 14   | Germán Sánchez      | Messico       | 477.30 |      |
| 15   | Anton Zakharov      | Ucraina       | 464.70 |      |
| 16   | Gleb Gal'perin      | Russia        | 453.80 |      |
| 17   | Víctor Ortega       | Colombia      | 439.55 |      |
| 18   | Jeinkler Aguirre    | Cuba          | 436.95 |      |

### Finale
La finale si svolge l'11 agosto a partire dalle ore 20:30.
| Pos.    | Atleta              | Nazione       | Punti  |
| ------- | ------------------- | ------------- | ------ |
| Oro     | David Boudia        | Stati Uniti   | 568.65 |
| Argento | Qiu Bo              | Cina          | 566.85 |
| Bronzo  | Tom Daley           | Gran Bretagna | 556.95 |
| 4       | Victor Minibaev     | Russia        | 527.80 |
| 5       | José Antonio Guerra | Cuba          | 527.70 |
| 6       | Lin Yue             | Cina          | 527.30 |
| 7       | Iván García Navarro | Messico       | 521.65 |
| 8       | Martin Wolfram      | Germania      | 506.65 |
| 9       | Nicholas McCrory    | Stati Uniti   | 505.40 |
| 10      | Sascha Klein        | Germania      | 496.30 |
| 11      | Riley McCormick     | Canada        | 493.35 |
| 12      | Oleksandr Bondar    | Ucraina       | 443.70 |